# Bobby Farrell
Roberto "Bobby" Alfonso Farrell (6. oktober 1949 – 30. december 2010) var danser og entertainer fra Aruba, der var kendt som det mandlige medlem af Boney M i 1970'erne.
Da Farrell var 15 år, blev han sømand, og han boede i en periode i Norge og Holland, inden han slog sig ned i Vesttyskland. Her arbejdede han mest som DJ, indtil produceren Frank Farian valgte ham til sin nye discogruppe Boney M. Farrell blev ene mandlige sanger i gruppen, men det er senere blevet afsløret af Farian, at Farrell stort set ikke bidrog til gruppens pladeindspilninger, idet Farian selv sang den dybe mandestemme på numrene. Farrell sang dog i en hel del af gruppens liveoptrædender.
Han var medlem af Boney M i perioden 1975-1981, hvor han blev fyret som følge af manglende stabilitet. Han var med igen fra 1984, men gruppen var nu inde i en periode med mange ændringer, og et forsøg på at indspille et album i 1987 gik i vasken og blev til et soloprojekt fra forsangeren Liz Mitchell. I løbet af 1990'erne turnerede Bobby Farrell en hel del med skiftende sangerinder, men med brug af Boney M-navnet. Han indspillede i 2000'erne en række album, igen under navne som Bobby Farrell's Boney M. og Boney M. feat. Bobby Farrell. Disse album indeholdt udelukkende genindspilninger af Boney M.'s hits fra først i deres karriere.
Mod slutningen af sit liv boede Farrell igen i Holland, og han var på turne i Rusland, da han 30. december 2010 blev fundet død på et hotelværelse i Sankt Petersborg. Dødsårsagen viste sig at være et hjertestop.